# One of us must know (sooner or later)
"One of Us Must Know (Sooner or Later)" is een lied van de Amerikaanse singer-songwriter Bob Dylan. De single was de opvolger van Can You Please Crawl Out Your Window? Op de B-kant werd het nummer "Queen Jane Approximately" van het album Highway 61 Revisited uitgebracht. Het was tussen de internationale grote hits Like a Rolling Stone en Rainy Day Women #12 & 35 de derde single op rij , die geen commercieel succes werd. Alleen in het Verenigd Koninkrijk werd de hitlijst bereikt.

## Achtergrond
In het lied zingt Dylan over een vriendschap die voorbij is en de gebeurtenissen die hieraan vooraf gingen. Het kan een echte vriendschap geweest zijn, maar er is ook gesuggereerd dat de vriend de 'folkcommunity' kan zijn en Dylan refereert aan de commotie, die ontstond toen hij met een elektrische band op het Newport Folk Festival optrad, hetgeen de vriend(en) als verraad beschouwden.

## Opname
Op 25 januari 1965 tijdens de sesies voor het album Blonde on Blonde werd het nummer in 19 takes opgenomen met Robbie Robertson op gitaar, Al Kooper op orgel, Paul Griffin op piano, Bobby Gregg op drums en Rick Danko op bas. Producer was Bob Johnston, de geluidstechnici Roy Halee, Pete Dauria en Larry Keys.

## Release
De single kwam wereldwijd uit op 14 februari 1966, op 8 juli werd de single in Nederland (en Zweden) opnieuw uitgebracht met "Queen Jane Approximately" als A-kant.